# Объёмная теплоёмкость
Объёмная теплоёмкость характеризует способность данного объёма данного конкретного вещества увеличивать свою внутреннюю энергию при изменении температуры вещества (подразумевая отсутствие фазового перехода). Равна отношению теплоёмкости данного образца вещества {\displaystyle C} к его объему {\displaystyle V}:
{\displaystyle c'=C/V}
или иначе говоря, это теплоёмкость единицы объёма данного вещества. Подразумевается, что вещество однородно. Используется понятие объёмной теплоёмкости главным образом применительно к твёрдым телам и жидкостям, поскольку они имеют достаточно слабо изменяющуюся в зависимости от изменения внешних условий плотность. Для газа плотность очень сильно меняется в зависимости от температуры и давления, что означает, что даже вполне конкретный газ не имеет определённой объёмной теплоёмкости, то есть даже определённому газу определённое значение объёмной теплоёмкости можно приписать лишь при строго определённых давлении и температуре; на практике же вследствие этого понятие объёмной теплоёмкости применяется достаточно редко.
Объёмная теплоёмкость отличается от удельной теплоёмкости, которая характеризует способность единицы массы данного вещества увеличивать свою внутреннюю энергию при изменении температуры. Можно преобразовать удельную теплоёмкость в объёмную путём умножения удельной теплоёмкости на плотность вещества:
{\displaystyle c'=\rho c.}
Дюлонг и Пти в 1818 году предсказали, что величина ρc должна быть постоянной для всех твёрдых веществ. В 1819 году они обнаружили, что наибольшим постоянством обладали теплоёмкости твёрдых тел, определяемые предполагаемым весом атомов вещества (закон Дюлонга — Пти). Это теплоёмкость, приходящаяся на единицу атомного веса, которая близка в тому, чтобы быть постоянной для твёрдых тел. Иными словами, теплоёмкость, приходящаяся на один атом, а значит, и приходящаяся на единицу количества вещества, примерно постоянна для твёрдых тел. Теплоёмкость «на объёмной основе» фактически изменяется от примерно 1,2 до 4,5 МДж/(м³·K). Это варьирование объёмной теплоёмкости определяется различиями в физических размерах атомов (если бы все атомы имели одинаковый размер, то два типа теплоёмкости (молярная и объёмная) были бы эквивалентны). Для жидкостей объёмная теплоёмкость лежит в пределах от 1,3 до 1,9 МДж/(м³·K).
Для одноатомных газов (например, для аргона) при комнатной температуре и постоянном объёме, объёмная теплоёмкость равна около 0,5 кДж/(м³K).
При более высоких значениях объёмной теплоёмкости системе требуется больше времени для достижения термодинамического равновесия.
С объёмной теплоёмкостью связано понятие тепловой инерции материала, которая может быть определена по формуле:
{\displaystyle I={\sqrt {k\rho c}},}
где
k — теплопроводность,
{\displaystyle \rho } — плотность материала,
c — удельная теплоёмкость материала
(произведение {\displaystyle \rho c} представляет собой объёмную теплоёмкость).

## Значения объёмной теплоёмкости некоторых веществ
| Вещество          | Объёмная теплоёмкость кДж·дм−3·K−1) |
| ----------------- | ----------------------------------- |
| асфальт           | 1,2                                 |
| полнотелый кирпич | 1,344                               |
| силикатный кирпич | 1,7                                 |
| бетон             | 1,7                                 |
| кронглас (стекло) | 1,709                               |
| флинт (стекло)    | 2,1                                 |
| оконное стекло    | 2,1                                 |
| гранит            | 2,1                                 |
| гипс              | 2,507                               |
| мрамор, слюда     | 2,4                                 |
| песок             | 1,2                                 |
| сталь             | 3,713                               |
| почва             | 0,80                                |
| древесина         | 1                                   |
| вода              | 4,2                                 |